# Winsham
Winsham is een civil parish in het bestuurlijke gebied South Somerset, in het Engelse graafschap Somerset met 748 inwoners.

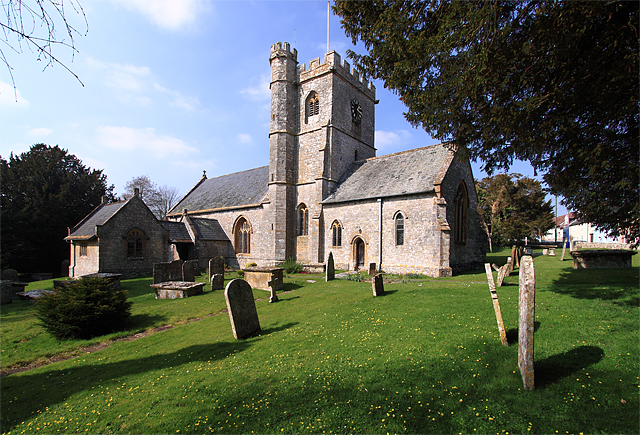
Kerk van St. Stephen